# Alois Vojtěch Šembera

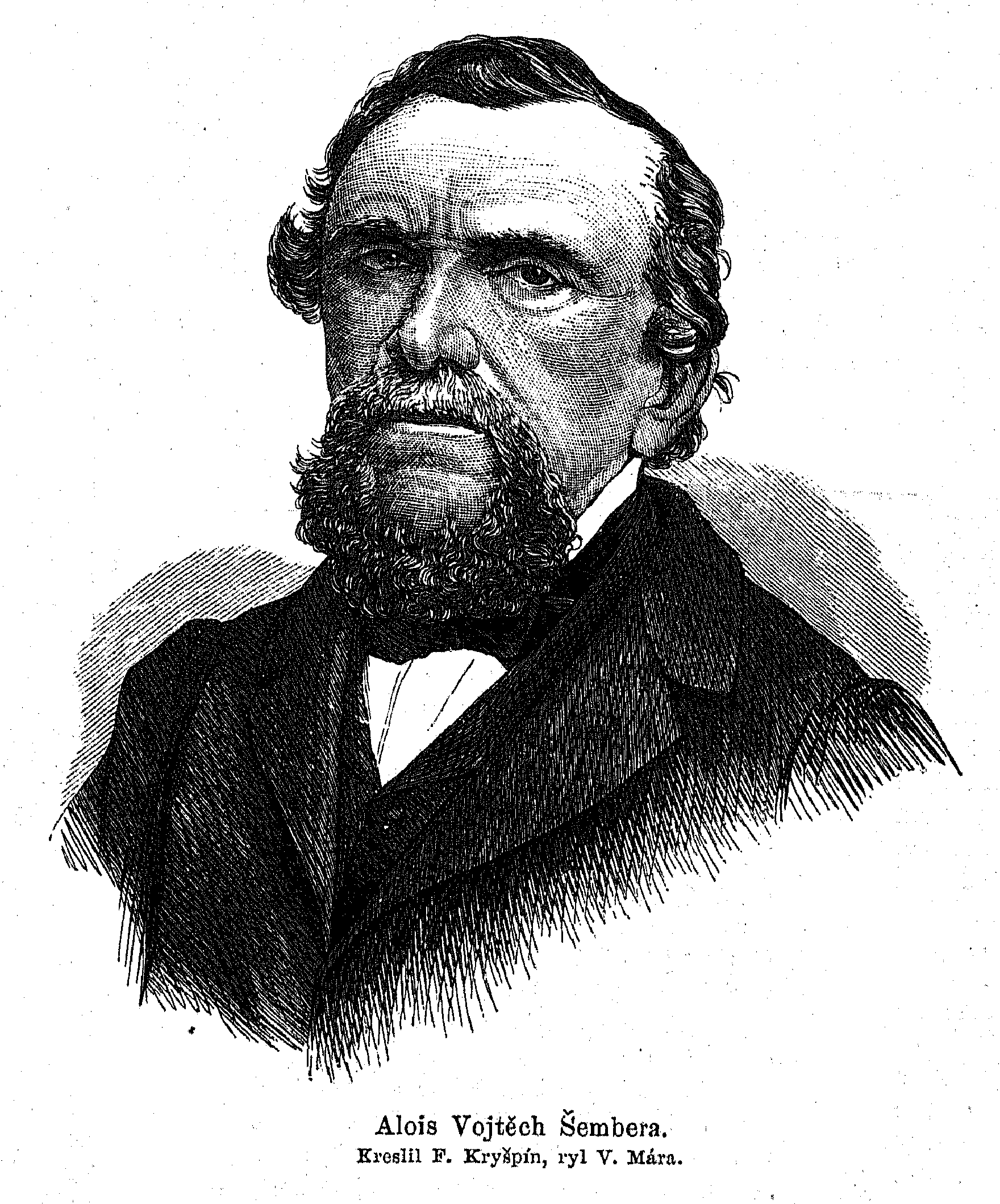
Alois Vojtěch Šembera (1867).

Alois Vojtěch Šembera, född 21 mars 1807 i Hohenmauth, död 23 mars 1882 i Wien, var en tjeckisk historiker och språkforskare. 
Šembera studerade vid Karlsuniversitetet i Prag och uppsatte tillsammans med bland andra Josef Jungmann tidskriften "Čechoslav" (1830). Han anställdes vid magistraten i Brünn,verkade han livligt för folkbildningen i Mähren och grundlade den tjeckiska nationalteatern i Brünn. År 1839 utnämndes han till professor i tjeckiska språket och litteraturen vid akademien i Olmütz. 
Frukter av Šemberas mähriska studier var Historie o vpádu Mongolů do Moravy (1841), Böhmische Rechtsschreibung (1841), Staroturecké popsáni Slovanův a Rusův (1844) och Historie staršich moravských desk zemských (1846) samt bland filologiska uppsatser Jazyk moravský v pruském Slezku (1842) och Základové dialektologie československé (1864). 
År 1847 blev Šembera arkivarie i Brünn, 1849 professor i tjeckiska språket och litteraturen vid Wiens universitet och redaktör för det tjeckiska lagverket. Han utgav vidare Magistri Joannis Hus Ortographia bohemica (1857) och sin språk- och litteraturhistoria Dějing řeči a literatury československé (två delar, 1858-61, sedan omtryckt två gånger). Av beståndande värde är hans utförliga beskrivning på staden Olmütz (1861) och kartor över Mähren (1863). 
Mindre lyckad var Šembera som fornforskare, då han i Ján Kollárs anda i Zapadní Slované v pravěku (1868) på lösa hypoteser konstruerade västslavernas ursprung och forntid. Även i fråga om Václav Hankas litterära falsifikat ställde han sig på den "patriotisk-romantiska" ståndpunkten och försvarade energiskt Hanka i Libušin soud (1879). Först i det postuma arbetet Die Königinhofer Handschrift als eine Fälschung nachgewiesen (1882), utgivet av hans son, måste han medge sitt misstag och bidrog genom sina kritiska undersökningar till gåtans lösning.